# 602 (numero)
Seicentodue è il numero naturale dopo il 601 e prima del 603.

## Proprietà matematiche
- È un numero pari.
- È un numero composto, con i seguenti 8 divisori: 1, 2, 7, 14, 43, 86, 301, 602. Poiché la somma dei suoi divisori (escluso il numero stesso) è 454 < 602, è un numero difettivo.
- È un numero sfenico.
- È un numero palindromo nel sistema di numerazione posizionale a base 6 (2442).
- È un numero di Ulam.
- È un numero nontotiente (per cui la equazione φ(x) = n non ha soluzione).
- È un numero colombiano nel sistema numerico decimale.
- È un numero congruente.
- È parte delle terne pitagoriche (602, 1800, 1898), (602, 2064, 2150), (602, 12936, 12950), (602, 90600, 90602).

## Astronomia
- 602 Marianna è un asteroide della fascia principale del sistema solare.
- NGC 602 è un ammasso aperto della costellazione dell'Idra Maschio.

## Astronautica
- Cosmos 602 è un satellite artificiale russo.